# ゴパル・シャキャ
ゴパル・シャキャ（Gopal Shakya）はネパールの政治家。
統一共産党中央委員。
党の方針で一時入閣を保留していたが、2008年8月31日、プラチャンダ内閣の青年・スポーツ大臣として入閣。